# 盧克索酒店
樂蜀酒店（Luxor Hotel）位於內華達州天堂市賭城大道，是一個以全主題設計的大型度假村酒店。酒店於1991年動工，同年動工的還有金銀島酒店和現在美高梅金殿酒店。樂蜀酒店以古埃及金字塔形建築著稱，合共有4407間房間，分別位於金字塔內牆和擴建的東西二塔中。酒店於1993年10月15日開幕。
酒店位於拉斯維加斯賭城大道南端，與麥卡倫國際機場相對。酒店左鄰曼德勒海灣酒店、右毗石中劍酒店。三間酒店则設有免費的電車互通。這三間酒店都是由曼德勒渡假村集團（Mandalay Resort Group）所兴建，而該集團則於2004年6月被美高梅國際酒店集團所收購。
樂蜀酒店也是全拉斯維加斯最容易被察覺的酒店，因為在酒店金字塔頂部有一激光直射向天空，在夜間的時候，飛機飛行途中就算遠至440公里外的加利福尼亞州也能隱約看到。
位於金字塔內牆的房間，都需要乘搭斜行电梯方能到達，其井道是與外牆一樣是成39度角的。
樂蜀酒店這個名字本身是來自古埃及的一個著名城市，存有很多遺跡，但該城市本身並無金字塔。
此酒店被普遍認為是1990年代後現代建築主義的典範，更曾被著名的建築登上雜誌封面。

## 外部連結
- 酒店網址 （页面存档备份，存于）
- 酒店圖片 （页面存档备份，存于）
- 旅遊評論